# Nhóm họa Nabis
Nabis có nghĩa là "Nhà tiên tri" trong tiếng Hebrew, được nhà thơ Cazalis đặt cho một nhóm nghệ sĩ với tính cách khác nhau như Bonnard, Vuillard, Denis, Sérusier, Vallotton, Roussel, Ibels, Piot, Verkade và Ripple -Ronai.
Sérusier là hạt nhân của trào lưu. Tháng 11/1888 ông đưa ra một bức tranh nhỏ có tính tuyên ngôn, "The Talisman", được vẽ ở Pont Aven dưới sự hướng dẫn của Gauguin. Nhóm thường hội họp ở Café Brady, nơi họ đưa ra châm ngôn của nhóm với Denis là nhà lý luận. Mục đích chung của nhóm là cố gắng ghi lại suy nghĩ và cảm giác thông qua năng lực liên tưởng của việc sử dụng một cách tự do những đường thẳng và màu sắc. Họ đi theo những kiểu mẫu được lấy từ các nền văn minh nguyên thủy hoặc xa xôi như: tranh in Nhật Bản, nghệ thuật Hy Lạp cổ, tượng thời trung cổ, nghệ thuật ghép kính màu thường được sử dụng trong nhà thờ hay những bức tranh Italia cổ. Chiều sâu và kỹ thuật chạm khắc bị từ bỏ và các hình thức cách điệu hoá được truyền tải bẳng những mảng màu nguyên được bao quanh bằng một đường thẳng liên tục. Nhịp điệu được tạo ra nhờ cách sử dụng đường nét vặn vẹo hoặc các hình trang trí dạng cuộn hay lượn cong mang tính biểu hiện cao. Với những nguyên tắc chung này, một vài xu hướng nổi lên từ bên trong nhóm. Các công việc mang tính tính thần cao của Denis, Sérusier và Verkade khoác vào bản chất bí ẩn của "biểu tượng hiện đại". Với Bonnard và Vuillard, đó là sự quan trọng của sự mô tả một vũ trụ riêng, trong khi Vallotton tập trung vào việc quan sát chân thật xã hội. Mục tiêu của nhóm là tạo ra sự hoà nhập nghệ thuật với cuộc sống, điều đã được chứng tỏ trong lĩnh vực trang trí: cửa sổ bẳng kính màu, vải, giấy dán tường, thảm thêu, trang trí sân khấu. Họ cũng thực hiện các posters và đóng góp trong việc hồi sinh nghệ thuật in khắc gỗ bằng việc vẽ minh họa và viết bình luận. Cùng với xu hướng thời đại, họ là những nghệ sĩ dẫn đầu trong giới những người theo chủ nghĩa Biểu trưng (Symbolism) trong các lĩnh vực như thơ ca, văn học, sân khấu và báo chí. Nhóm Nabis triển lãm chung lần cuối cùng ở gallery Durand-Ruel năm 1899, nhưng tại thời điểm này, mỗi thành viên của nhóm đã đi theo con đường riêng của mình
Những nghệ sĩ tiêu biểu: Pierre Bonnard, Felix Vallotton, Maurice Denis, Edouard Vuillard, Ker-Xavier Roussel, Paul Sérusier